# L’Autovapeur
Die Société L’Autovapeur war ein französischer Hersteller von Automobilen.

## Unternehmensgeschichte
Das Unternehmen aus Paris begann 1905 mit der Produktion von Automobilen. Der Markenname lautete L’Autovapeur. 1906 endete die Produktion.

## Fahrzeuge
Das einzige Modell war ein Dampfauto. Für den Antrieb sorgte ein Vierzylinder-Dampfmotor von Gardner-Serpollet. Der Kessel war vorne unter einer Haube montiert. Dies täuschte einen Benzinmotor vor.